# Символіка Одеси
Символіка Одеси — герб, прапор, гімн та девіз міста Одеси.

## Герб

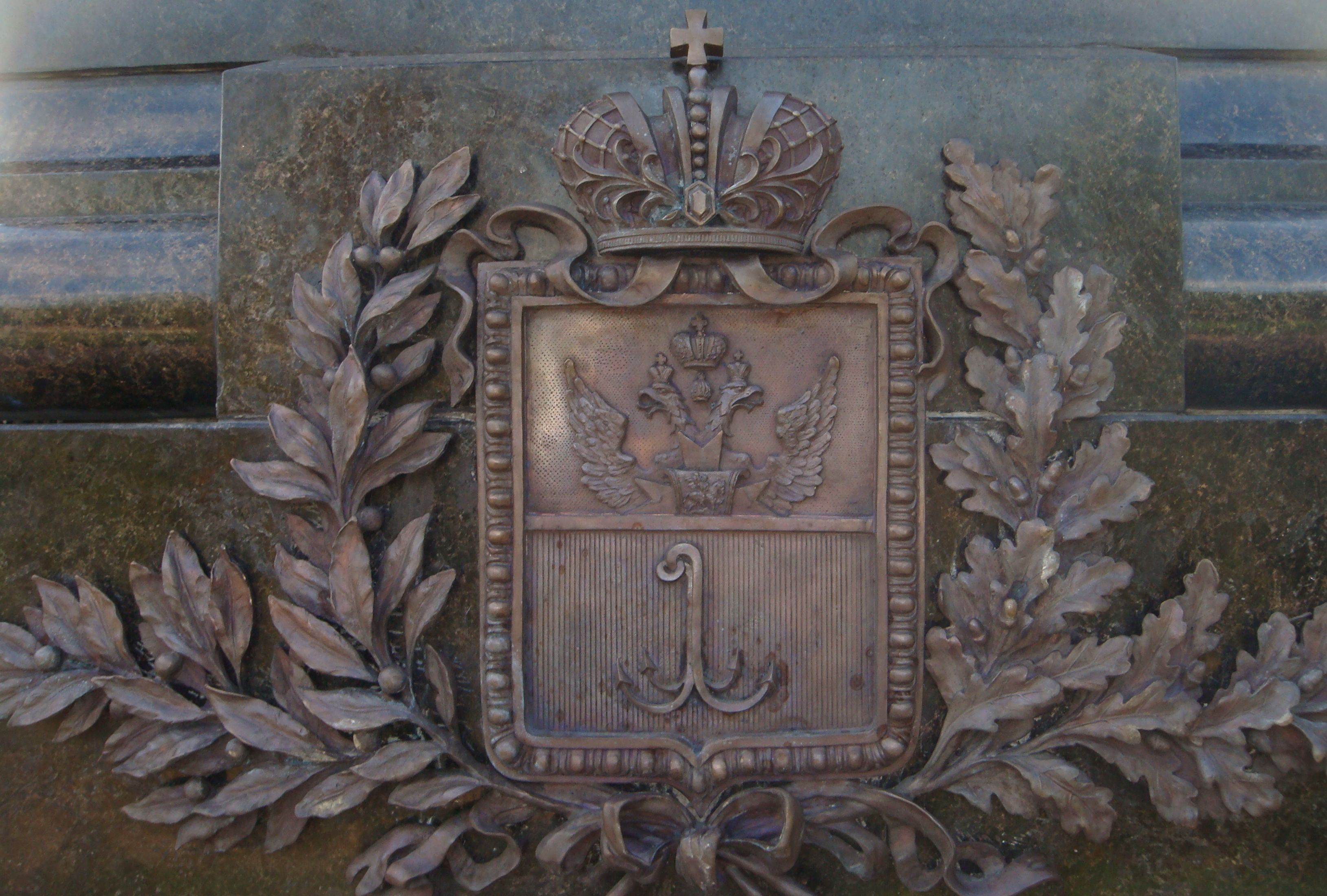
Герб Одеси зразка до 1917 року, виконаний у бронзі (деталь Олександрівської колони)

Сучасний герб Одеси є срібним якорем-кішкою з чотирма лапами в червоному полі. Щит на гербі розташований у золотому картуші та увінчаний золотою міською короною, під якою зображений контур п'ятикутної Зірки Міста-героя. Затверджено 29 червня 1999 року.

Герб із зображенням якоря-кішки місто отримало ще в імперський період. На той час у верхній половині щита зображувався двоголовий орел. Перший герб Одеси було затверджено 22 квітня 1798 року: «У верхній золотій частині щита виникає державний орел, у нижній червленій частині — срібний якір». Оскільки герб Одеси затверджувався за Павла I, то російський орел у верхній половині щита зображувався «павлівським типом» — з мальтійським хрестом на грудях.

## Прапор
Прапор міста є прямокутним полотнищем зі спрощеним гербом по центру, розділеним по вертикалі на три частини — червону, білу і жовту. Затверджено 29 червня 1999 року.

## Гімн
Офіційним гімном міста Одеси є «Пісня про Одесу» з оперети «Біла акація» на музику І. О. Дунаєвського, слова В. З. Масса та М. А. Червінського в наступній редакції:
Когда я пою о широком просторе,

О море, зовущем в чужие края,

О ласковом море, о счастье и горе,

Пою о тебе я, Одесса моя.

Я вижу везде твои ясные зори, Одесса.

Со мною везде твоё небо и море, Одесса.

И в сердце моём ты всюду со мной,

Одесса, мой город родной!

Когда я пою о любви без предела,

О людях, умеющих верить и ждать,

О гроздях душистых акации белой,

Тебе я спешу эту песню отдать…

Я вижу везде твои ясные зори, Одесса.

Со мною везде твоё небо и море, Одесса.

И в сердце моём ты всюду со мной,

Одесса, мой город родной!
Аудіозапис mp3 у виконанні Т. І. Шмиги — 
Фрагмент саме цієї мелодії грають куранти на будівлі міської адміністрації.
Проєкт міського статуту, винесений на громадське обговорення 14 червня 2011 року, пропонував як гімн Одеси пісню Леоніда Утьосова «У Чорного моря».

## Туристичний слоган і символ
У червні 2012 року дизайнерська студія Артемія Лебедєва випустила логотип та фірмовий стиль для Одеси. Логотип належить приватній особі Івану Ліптузі та комунальному підприємству «Туристичний інформаційний центр міста Одеса». Студія також розробила фірмові шрифти та кольори логотипу, а також склали правила нанесення логотипу на різні вироби (сувеніри, одяг, біжутерію тощо). Одеський міський голова Олексій Костусєв у серпні 2012 року своїм розпорядженням рекомендував «усім зацікавленим у розвитку туристичної галузі використання туристичного логотипу м. Одеси».